# Vipin Kasana
Vipin Kasana (* 4. August 1989 in Modi Nagar, Uttar Pradesh) ist ein indischer Leichtathlet, der sich auf den Speerwurf spezialisiert hat.

## Sportliche Laufbahn
Erste internationale Erfahrungen sammelte Vipin Kasana bei den Commonwealth Games 2014 in Glasgow, bei denen er in das Finale gelangte, dort aber keinen gültigen Versuch zustande brachte. Vier Jahre danach nahm er erneut an den Commonwealth Games im australischen Gold Coast teil und belegte dort mit 77,87 m den fünften Platz.